# Cattedrale della Madre del Perpetuo Soccorso (Astana)
La cattedrale Madre del Perpetuo Soccorso (in russo Собор Божией Матери Неустанной Помощи?) è la cattedrale cattolica di Astana, in Kazakistan, e sede dell'arcidiocesi di Maria Santissima in Astana.

## Storia
Un primo tentativo per dotare i cattolici di Astana di un luogo di culto è stato fatto nel 1958. Venne acquistata una casa di preghiera, ma il tentativo fallì in seguito ad accuse di corruzione legate all'acquisto. Negli anni 1960 e 1970 la comunità cattolica si riunì in segreto per sfuggire alle vessazioni del regime sovietico. La comunità cattolica della città ha ricevuto il permesso per la registrazione ufficiale il 20 settembre 1979. Solo allora fu possibile acquistare una casa per la preghiera, consacrata il 14 ottobre 1979 .
Il 18 maggio 1995 l'amministratore apostolico del Kazakistan, monsignor Jan Paweł Lenga, diede la sua benedizione per la costruzione di una nuova chiesa. La costruzione ebbe inizio il 2 novembre 1995 ed il 4 maggio 1997 fu benedetta la pietra angolare del futuro tempio.
Il 27 giugno 1999, il cardinale Joachim Meisner, arcivescovo di Colonia e inviato di papa Giovanni Paolo II, consacrò la chiesa alla Madonna del Perpetuo Soccorso.